# Сант-Онофрио-аль-Джаниколо
Сант-Онофрио-аль-Джаниколо (итал. La chiesa-convento Sant'Onofrio al Gianicolo — церковь-монастырь Святого Онуфрия на Яникульском холме) — титулярная церковь и монастырь в Риме, расположенный на площади Пьяцца-ди-Сант-Онофрио на Джаниколо (Яникульском холме), район Трастевере по правому берегу Тибра. Действует под управлением францисканских братьев Искупления (Frati Francescani dell’Atonement).

## История
На месте, где сейчас находится церковь, в 1419 году отшельник Никола да Форка Палена (Nicola da Forca Palena) приобрёл участок земли на деньги милостыни. В 1439 года была построена церковь, перестроенная в 1446 году. Освящена отшельниками Св. Иеронима в честь египетского отшельника Онуфрия.
Красота этого места всегда привлекала поэтов и художников. Знаменитый поэт Торквато Тассо, прибыл в монастырь Сант-Онофрио из Неаполя по обещанию папы Климента VIII короновать его как поэта, как это было с Петраркой более столетия назад. Однако коронование не состоялось, так как поэт умер в монастыре Сант-Онофрио 25 апреля 1595 года. Как дань уважения великому поэту Сант-Онофрио стал одной из непременных остановок для художников и писателей, посещающих Рим.

## Достопримечательности
Недалеко от монастыря — теперь по другую сторону «променада Джаниколо» (passeggiata del Gianicolo), проложенного между 1865 и 1868 годами, — сохранился так называемый «дуб Тассо» (quercia del Tasso), всё ещё внушительный, под которым, как говорят, медитировал поэт.
Затем это место использовалось Святым Филиппо Нери для прогулок, а прихожане оборудовали его под театр в качестве «места благочестивых развлечений». В наше время в этом театре проходят представления под открытым небом.
Муниципалитет Рима создал там музей, в котором собраны памятные вещи, в их числе погребальная маска Тассо, которые с 1930 года переданы в собственность Святому Престолу. 15 августа 1945 года папа Пий XII передал церковь и монастырь «Ордену всадников Гроба Господня в Иерусалиме» (Ordine equestre del Santo Sepolcro di Gerusalemme), возможно, в память поэмы Тассо «Освобождённый Иерусалим».

## Архитектура и произведения искусства
За ренессансным портиком расположен кьостро (двор монастыря), окружённый «аркадами по колоннам». В люнетах галереи находятся фрески Доменикино, написанные в 1604—1605 годах в память о живших здесь отшельниках и изображающие сцены из жизни святого Иеронима. Фонтан в центре церковного двора был собран из остатков разрушенного фонтана на Пьяцца Джудия. Оригинальная надгробная плита основателя, блаженного Никола да Форка Палена укреплена на стене справа от входа в церковь.
Церковь имеет один неф с крестовым сводом и пятью капеллами. В церкви также имеются запрестольный образ «Мадонна Лорето» работы болонского живописца Агостино Карраччи и фрески в апсиде: «Сцены из жизни Марии» (Дева Мария с Младенцем, Рождество, Бегство в Египет). В конхе апсиды — фрески Пинтуриккьо.
В первой капелле южного нефа находится работа Антониаццо Романо «Благовещение», а во второй — фрески и лепной декор Джованни Батиста Риччи (1605), алтарный образ Мадонны ди Лорето учеников Аннибале Караччи. В первой капелле слева — мраморное надгробие Торквато Тассо (1857) работы Джузеппе де Фабриса.
Во второй капелле находится фреска плафона «Пресвятая Троица» работы Франческо Тревизани. В третьей капелле слева находится памятник кардиналу-священнику Филиппо Сеге с его портретом работы Доменикино.
Потолок сакристии украшен фресками Джироламо Пеши, а на стенах — образ Петра Пизанского работы Франческо Тревизани. В монастыре, который является самой старой частью комплекса, есть фрески Джузеппе Чезари (кавалера д’Арпино) и другие, изображающие сцены из жизни святого Онoфрия.

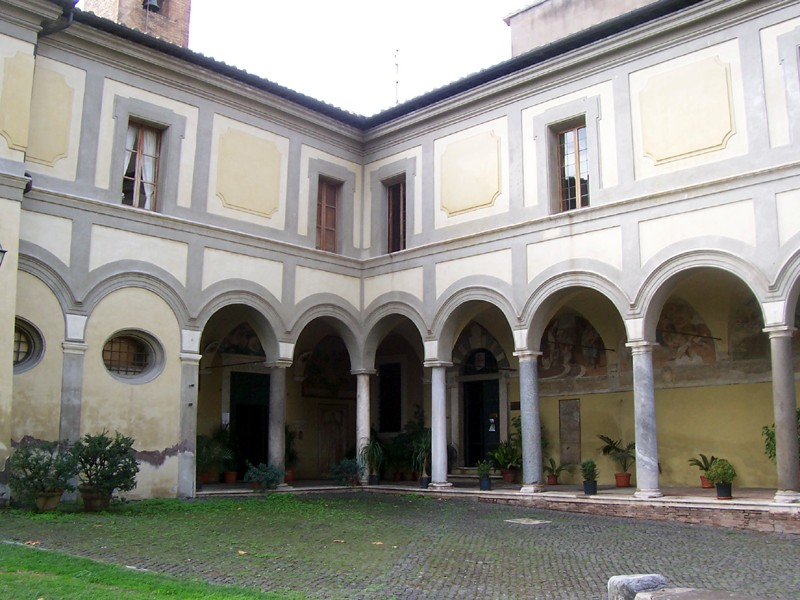
Кьостро монастыря
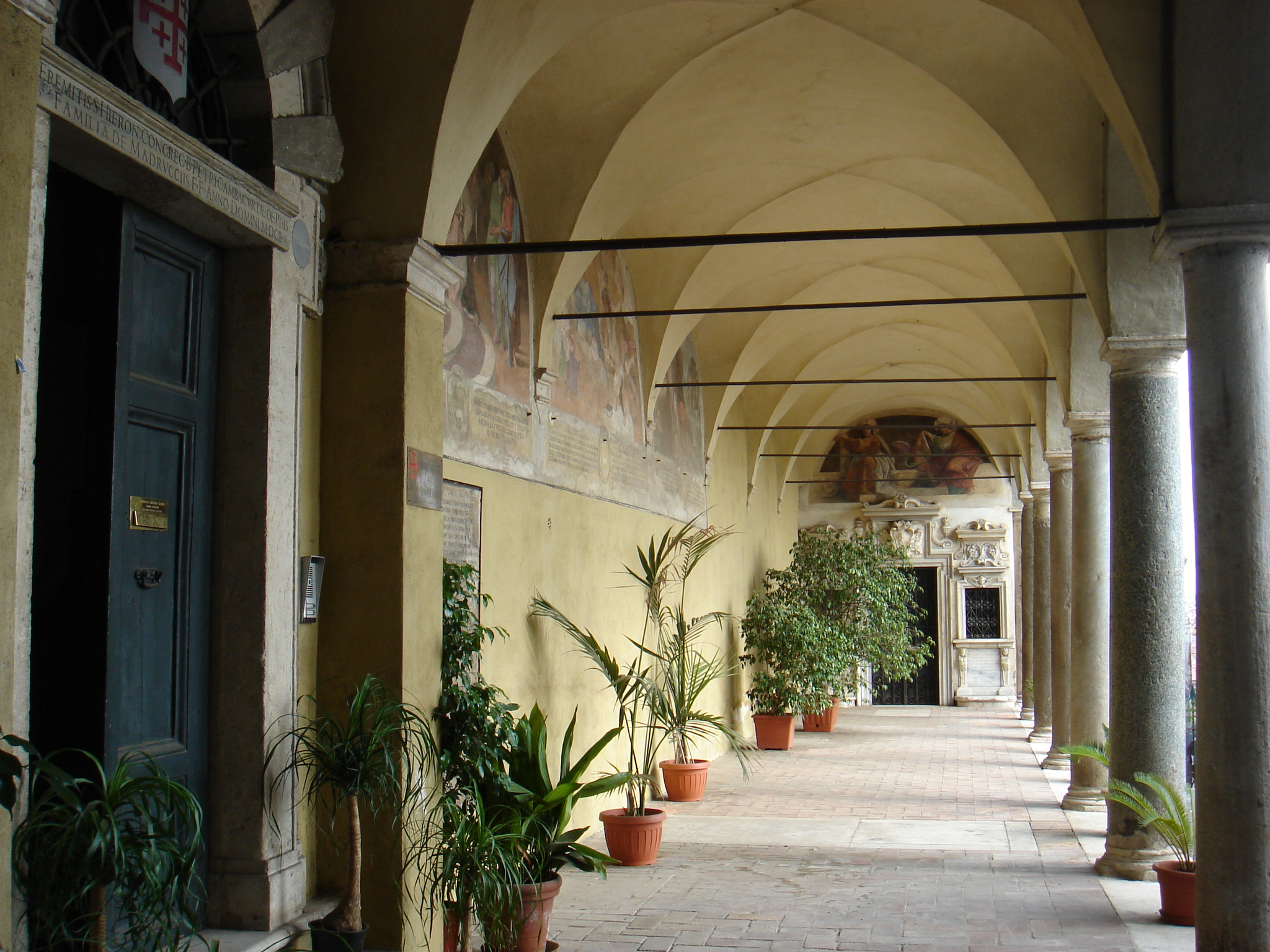
Галерея монастырского двора
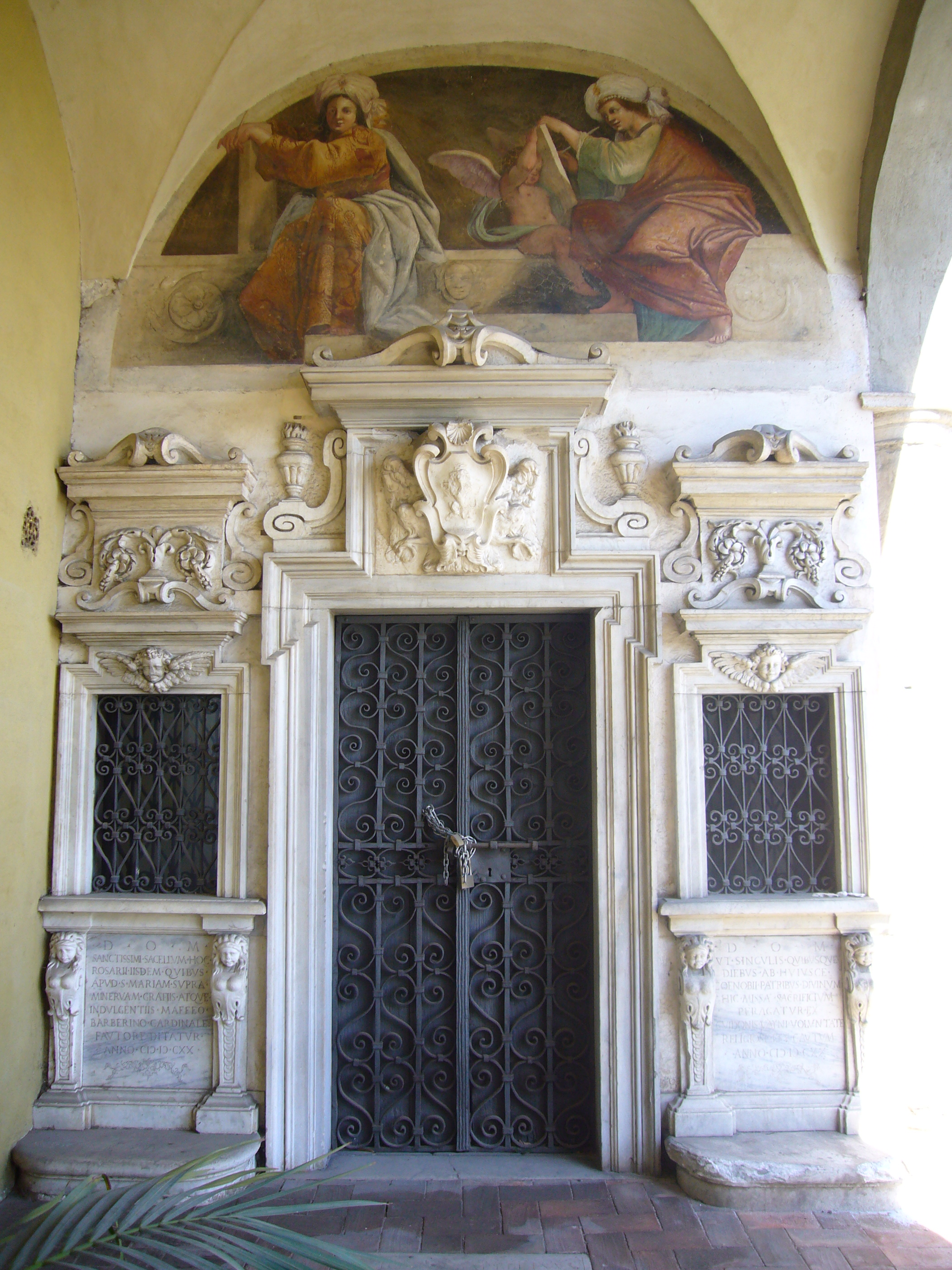
Вход в капеллу Розария
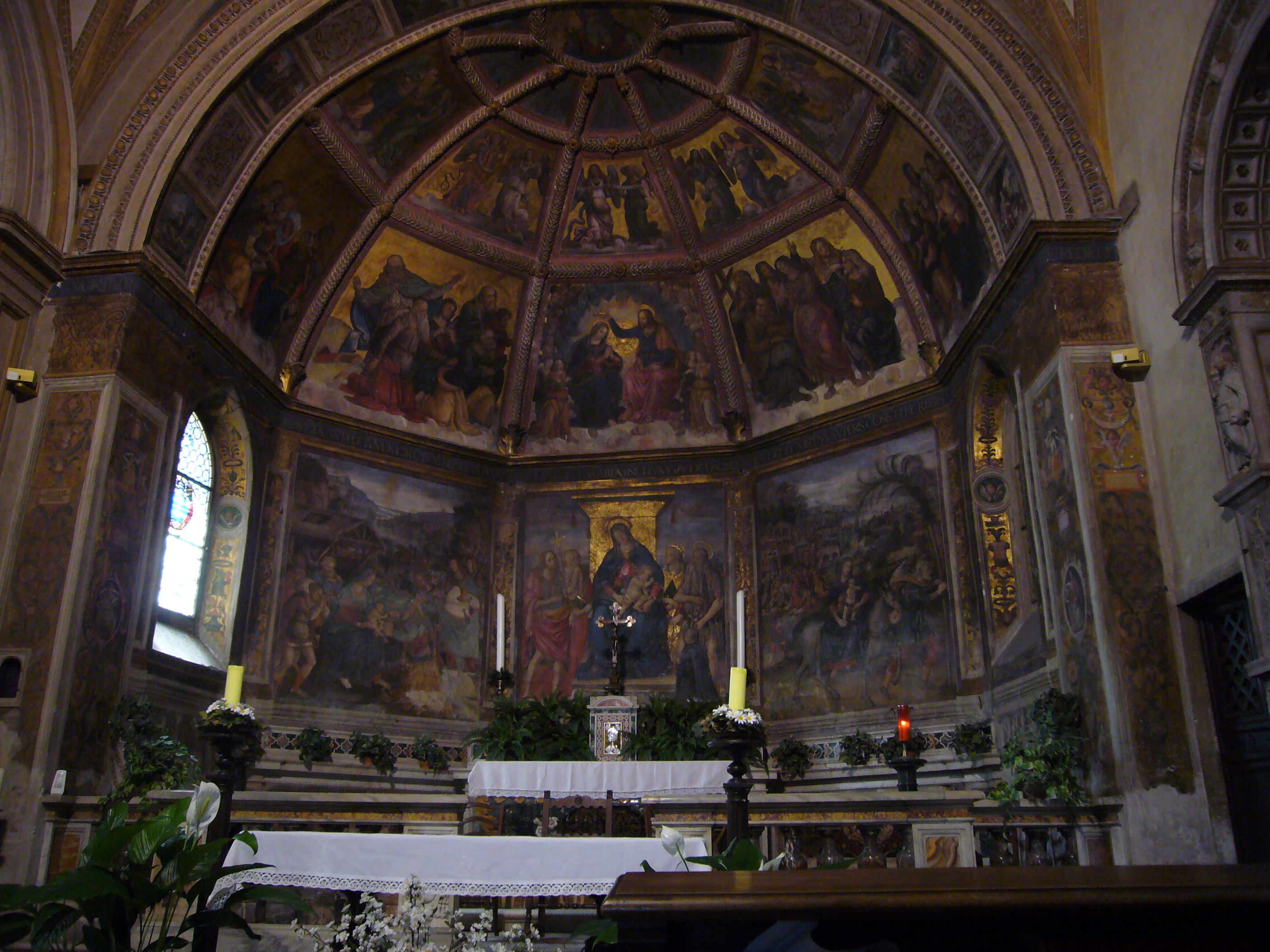
Апсида церкви. Росписи «История Девы Марии»
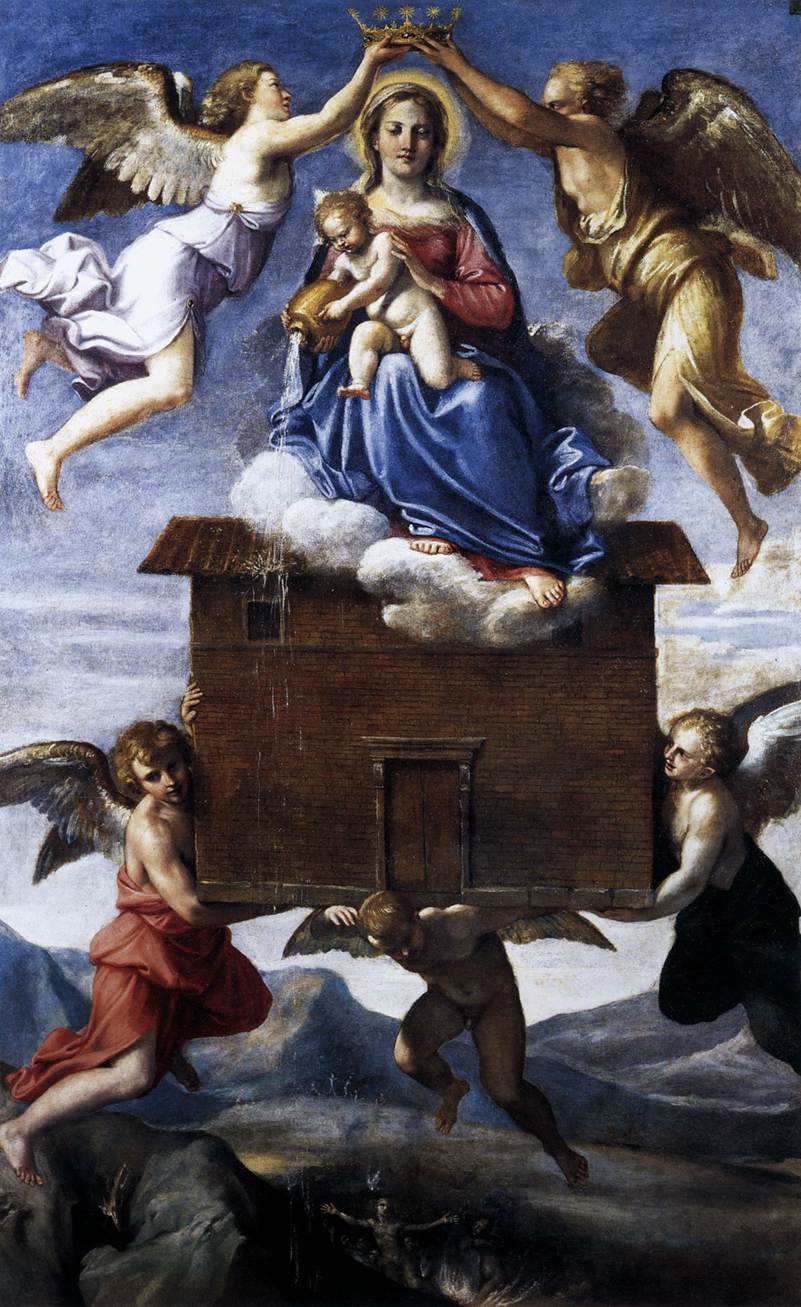
А. Карраччи. Перенесение Святого дома. 1605. Холст, масло
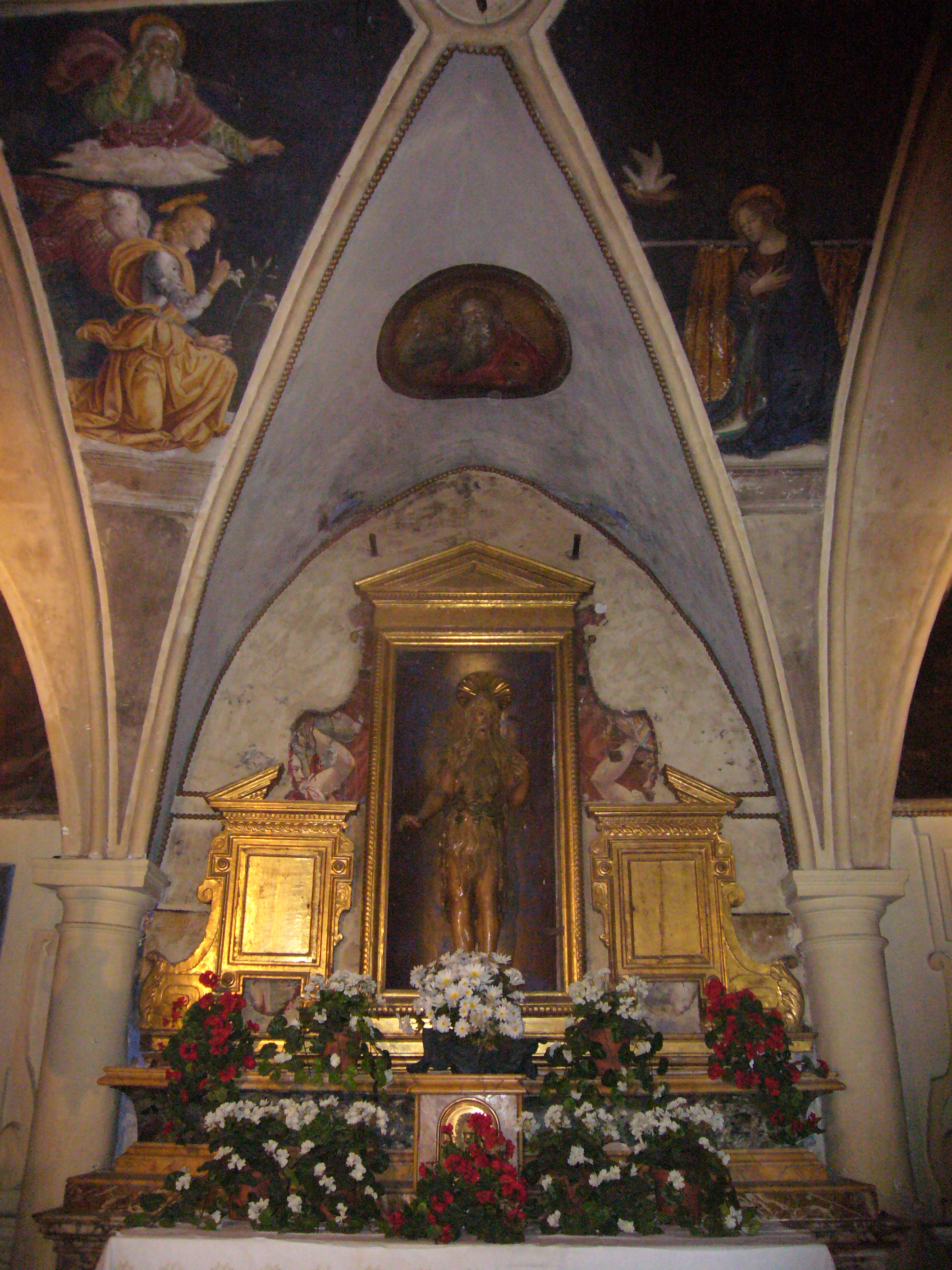
Антониаццо Романо. Благовещение. Капелла Сант-Онофрио
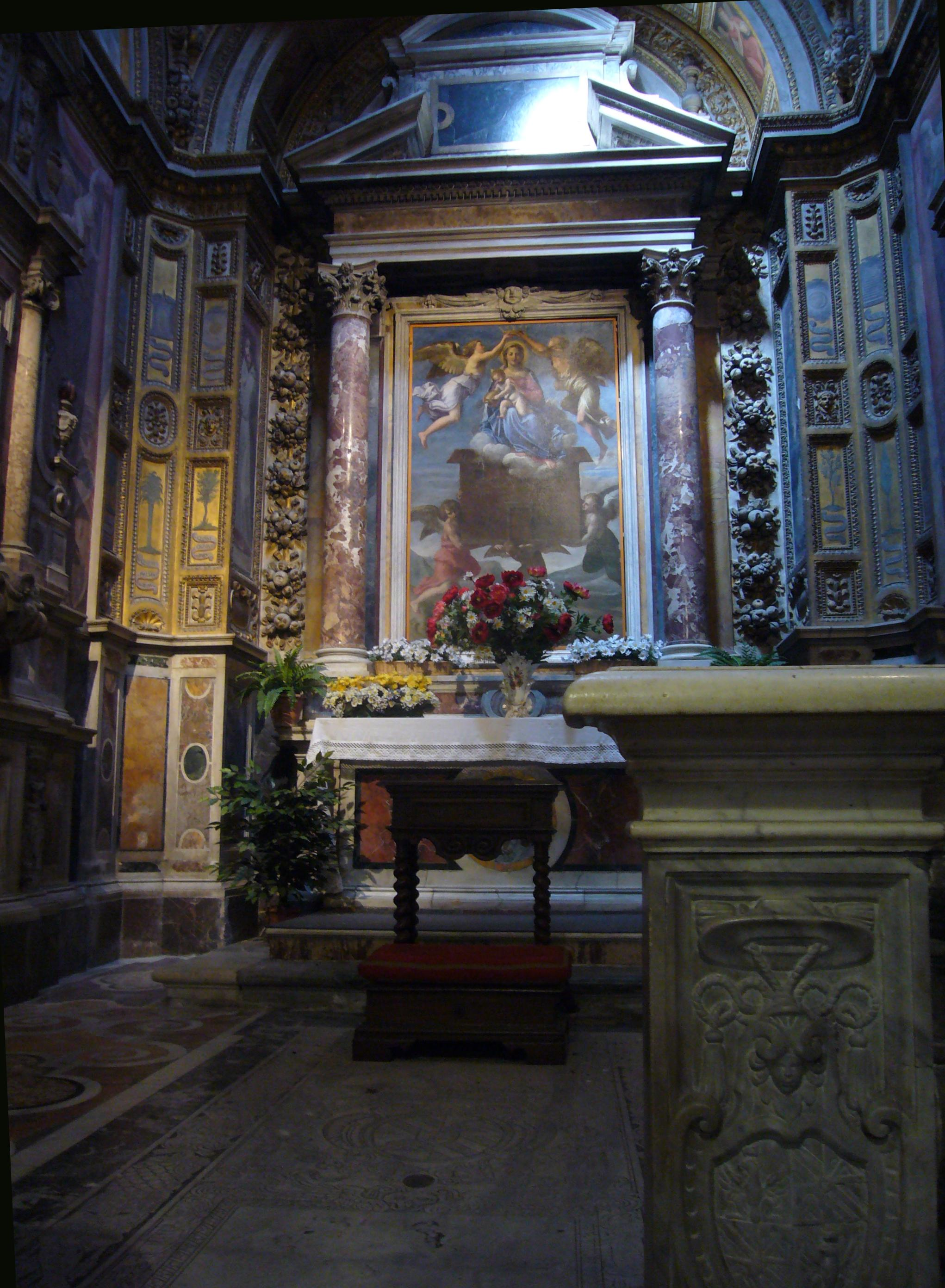
Капелла Мадонны ди Лорето
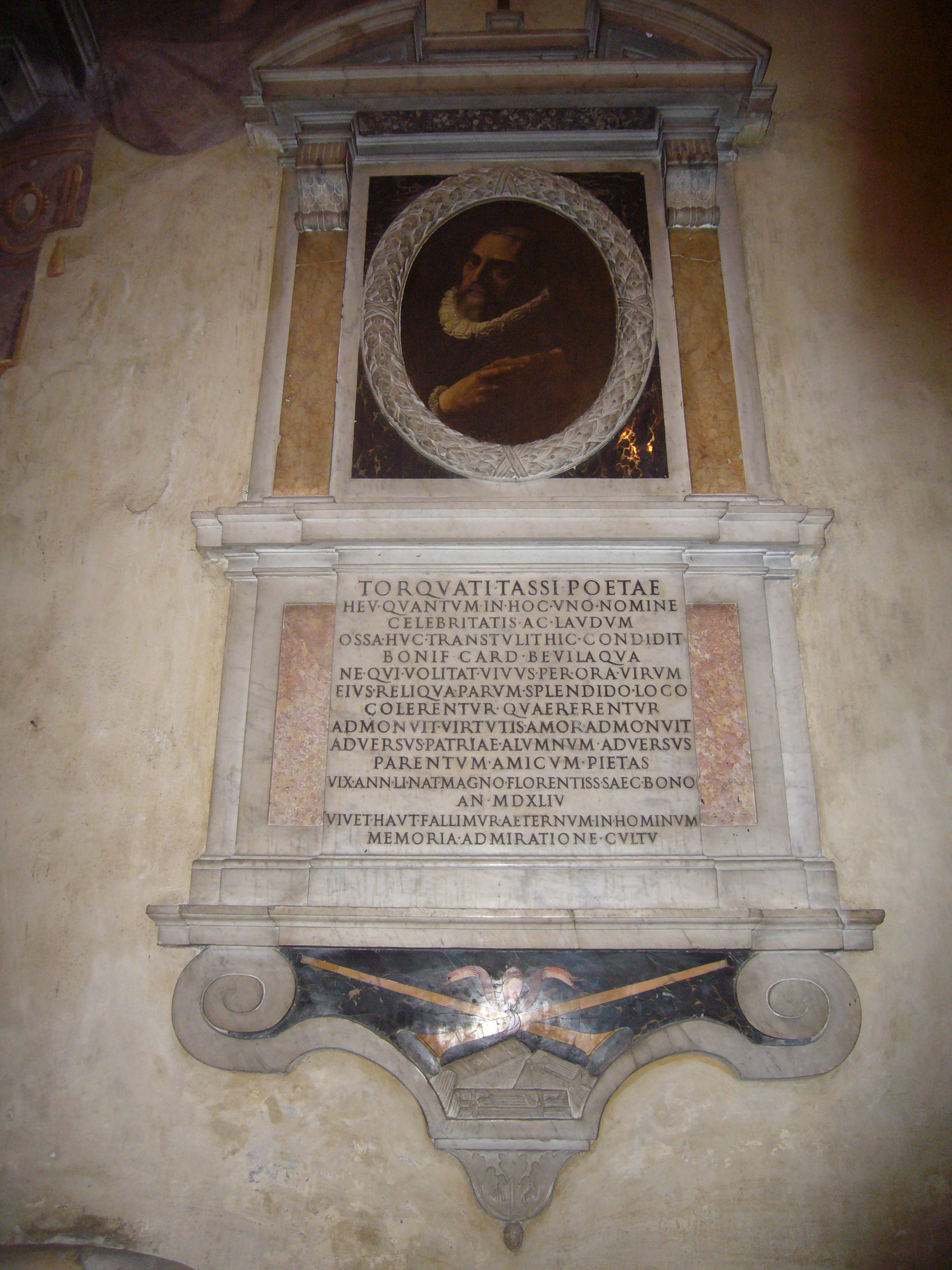
Памятная плита Торквато Тассо
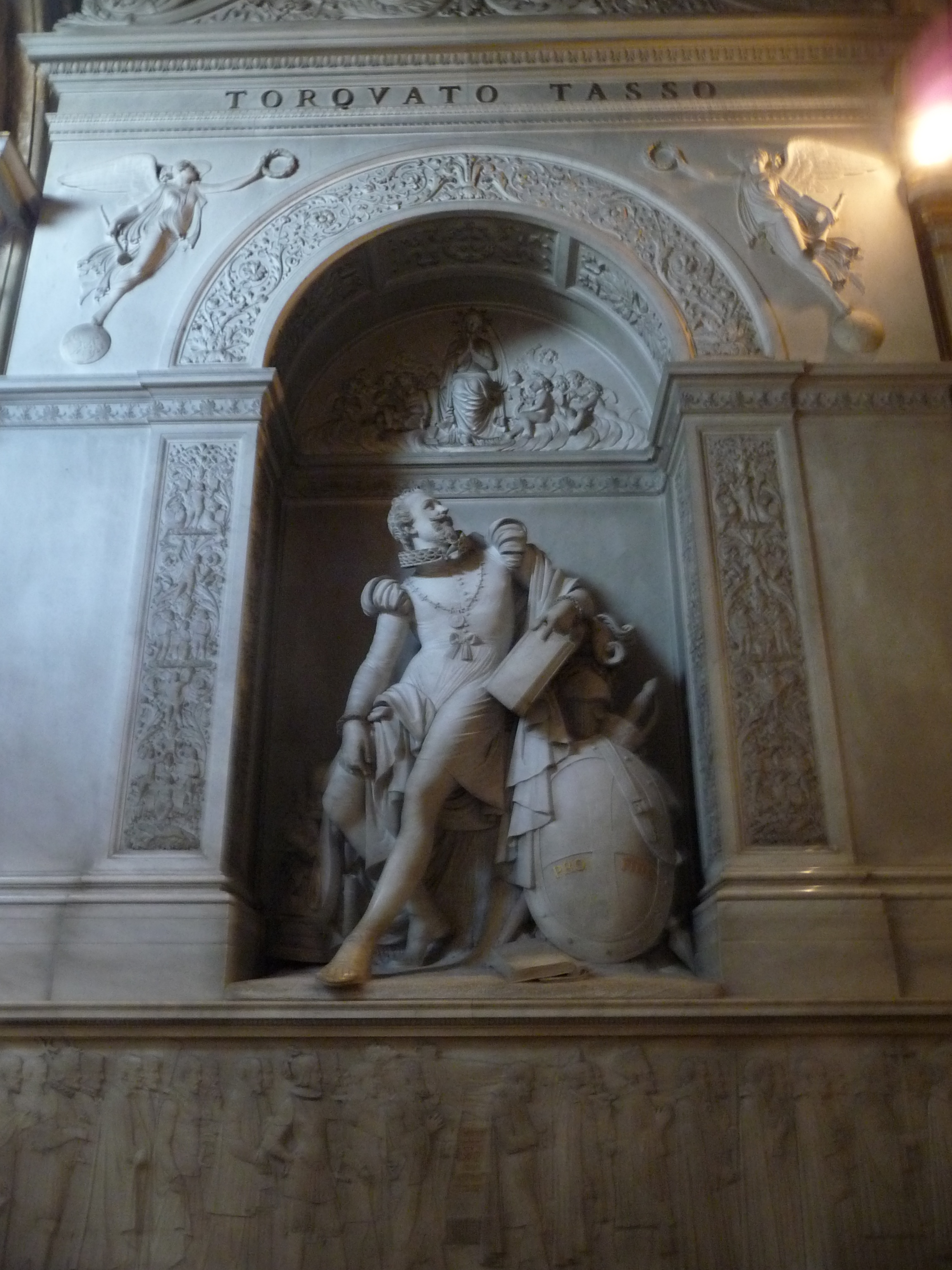
Надгробие Торквато Тассо. 1857. Скульптор Дж. Де Фабрис

## Титулярная церковь
Церковь Сант-Онофрио-аль-Джаниколо является титулярной церковью, кардиналом-священником с титулом церкви Сант-Онофрио-аль-Джаниколо с 30 сентября 2023 года является латинский патриарх Иерусалима Пьербаттиста Пиццабалла.